# Malmi
Malmi (schwed. Malm) ist ein Stadtteil (kaupunginosa) im Norden der finnischen Hauptstadt Helsinki.

## Lage

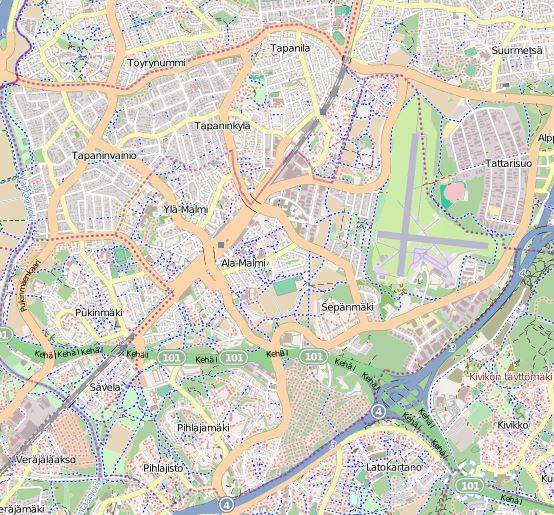
Karte von Malmi (OpenStreetMap)

Dem Stadtteil untergeordnet sind die Teilgebiete Ylä-Malmi, Ala-Malmi, Pihlajamäki, Tattariharju, Malmin lenkokenttä und Pihjalisto. Der statistische Stadtbezirk (peruspiiri) Malmi dagegen beinhaltet die Teilgebiete Ylä-Malmi, Ala-Malmi, Tattariharju, Malmin lentokenttä sowie die Teilgebiete Tapaninvainio und Tapanila, die zusammen den Stadtteil Tapaninkylä bilden, während Pihlajisto und Pihlajamäki dem Stadtbezirk Latokartano untergeordnet sind. Westlich von Pihlajisto fließt der Vantaanjoki.
Im Uhrzeigersinn grenzt Malmi an die anderen Stadtteile Suurmetsä, Mellunkylä, Viikki, Oulunkylä, Pukinmäki und Tapaninkylä.
Malmi wurde 1946 im Zuge einer großen Gebietsreform in die Stadt Helsinki eingegliedert. Zuvor war Malmi Teil und Zentrum der Landgemeinde Helsinki.
Das Stadtteilzentrum ist das Gebiet um den Bahnhof Malmi mit den Einkaufszentren Malmintori und Malmin Nova. Auf dem Friedhof Malmi sind zahlreiche finnische Persönlichkeiten bestattet, etwa Mauno Pekkala, Tapio Rautavaara, und Olavi Virta sowie zahlreiche Funktionäre der Kommunistischen Partei Finnlands.

## Verkehr
Im Stadtteil liegt der Bahnhof Malmi, an dem Züge des Schienennahverkehrs in der Region Helsinki der Linien I (nach Tikkurila), K und N (nach Kerava) sowie T (nach Riihimäki) halten.
Im Osten des Stadtteils liegt der 1936 eröffnete Flughafen Helsinki-Malmi. Nach der Eröffnung des Flughafens Helsinki-Vantaa 1952 wurde der Linienflugverkehr von und ab Malmi schrittweise eingestellt. Heute dient er unter anderem als Ausbildungsflughafen.
Wichtige Straßen sind die Kantatie 45 westlich von Malmi sowie südöstlich die Valtatie 4 die Richtung Süden bis zum Stadtteil Vanhakaupunki führt und nordwärts über Vantaa und Kerava Finnland bis Utsjoki vollständig durchzieht. Gekreuzt werden beide Schnellstraßen von der Ringstraße Kehä I/Seututie 101, die zwischen Ala-Malmi und Pihlajamäki in Ost-West-Richtung verläuft.

## Galerie

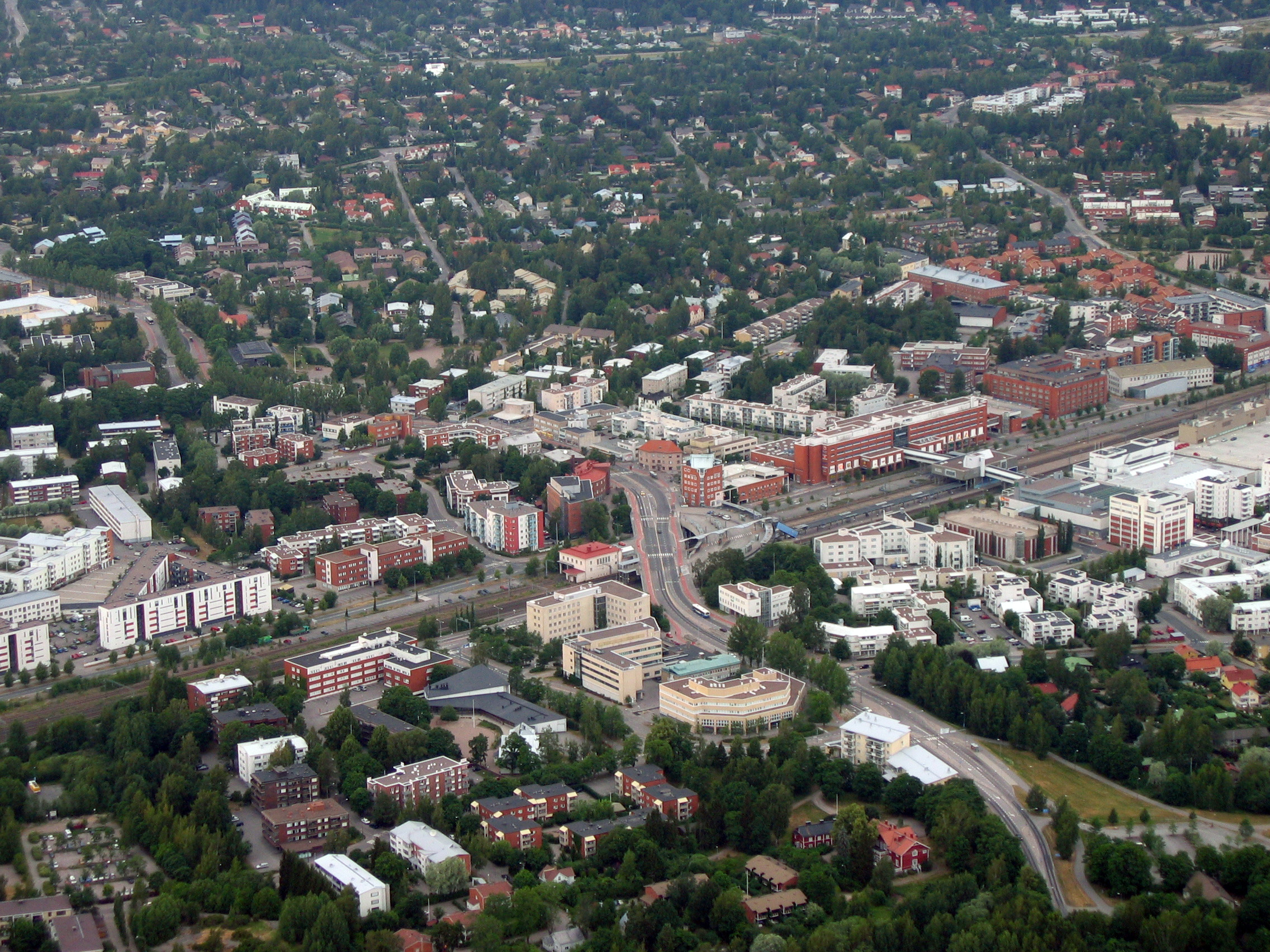
Luftbild von Malmi (2006): In der rechten Bildhälfte befindet sich der Bahnhof Malmi. Die die Schienen überbrückende Straße ist die Kirkonkylätie.
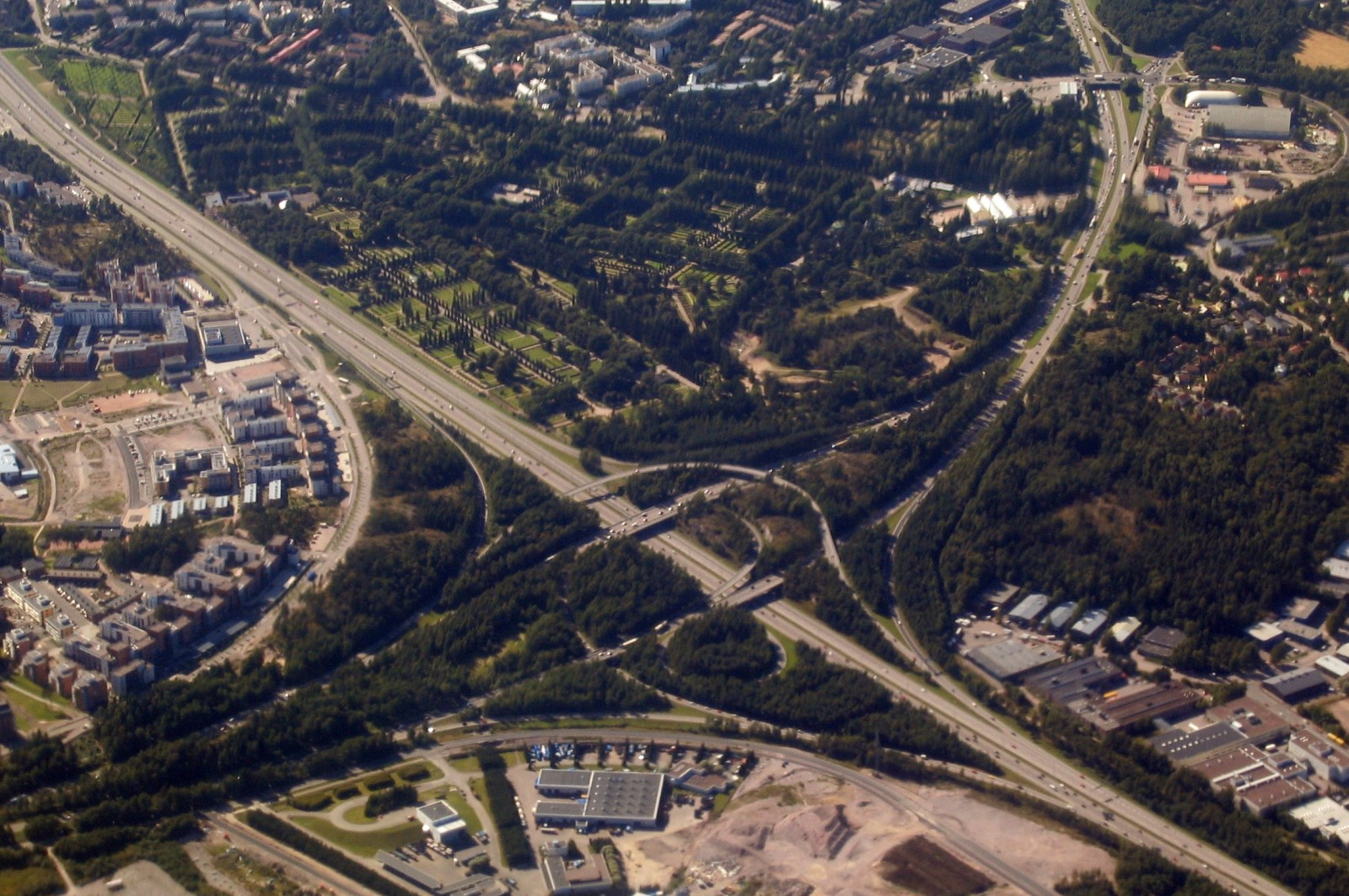
Blick auf den Friedhof Malmi (2009).
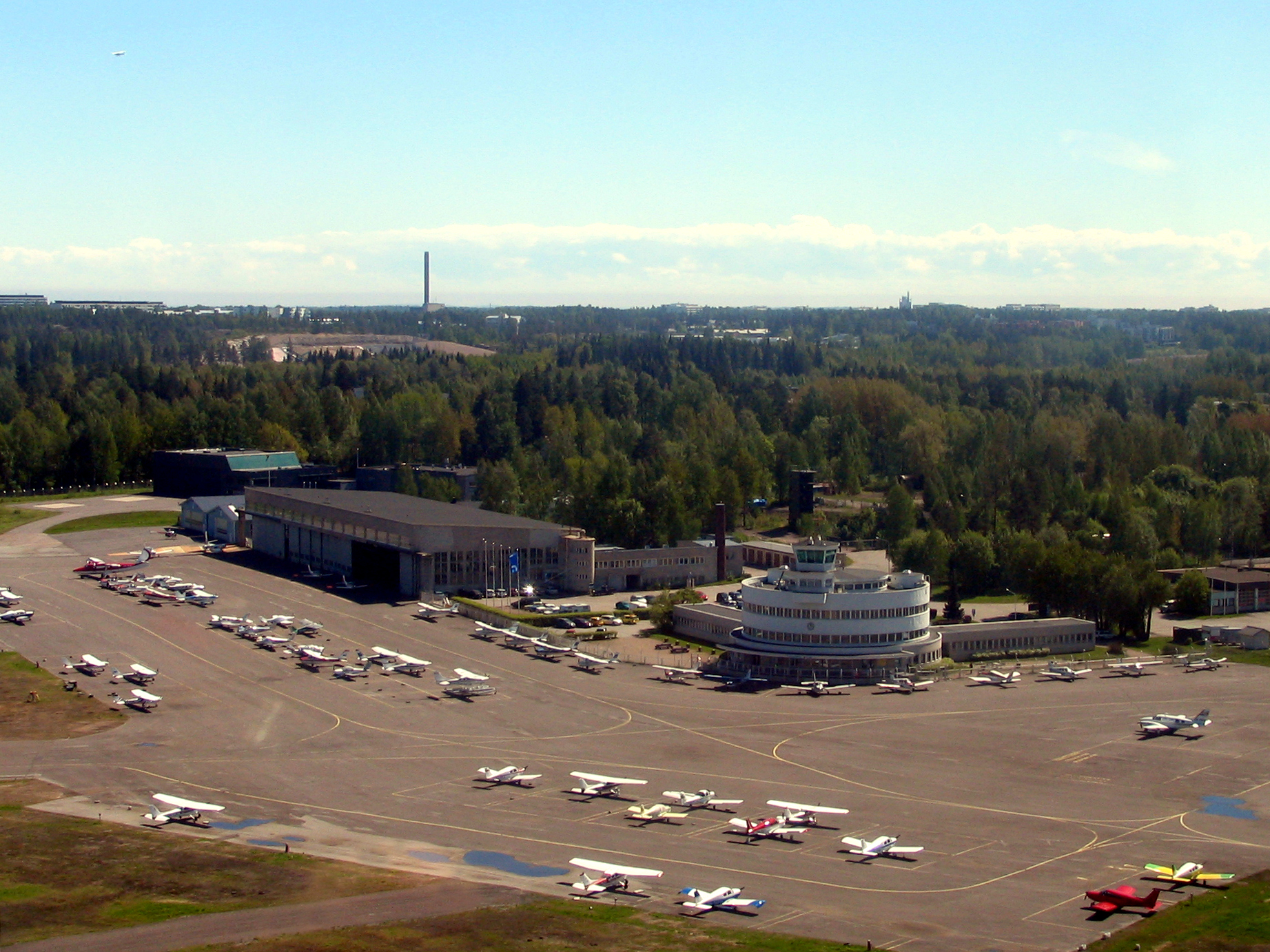
Der Flughafen Helsinki-Malmi (2006).
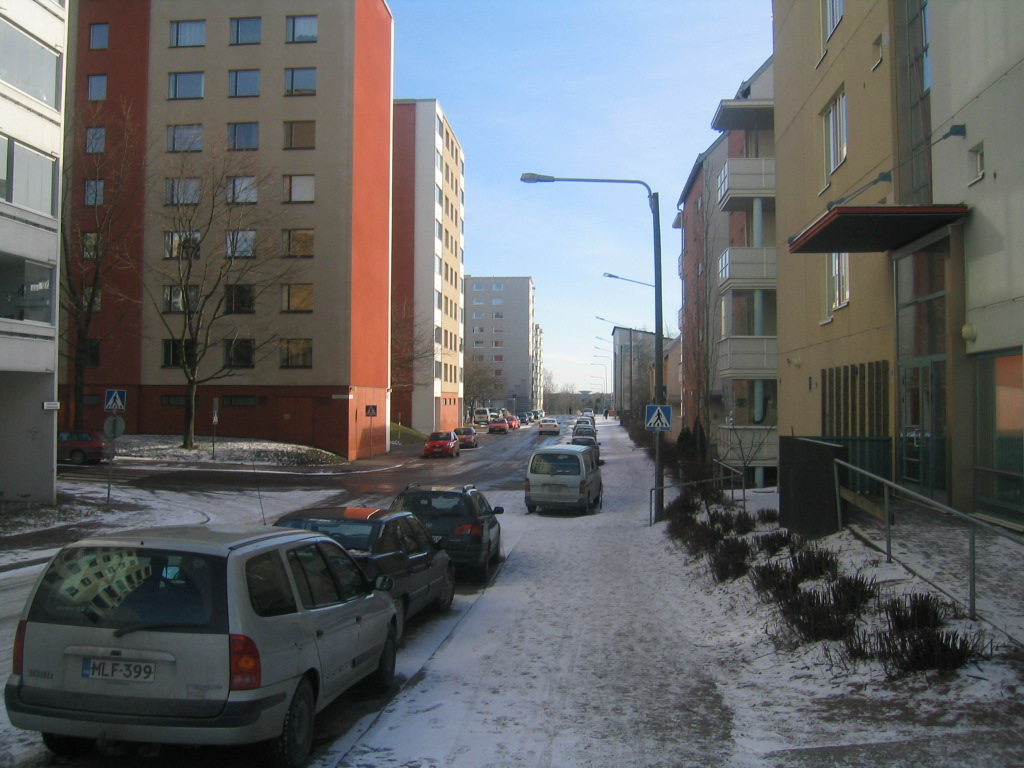
Straßenzug in Pihlajisto (2008).